# Violanta
Violanta ist eine Oper in einem Akt von Erich Wolfgang Korngold nach einem Libretto von Hans Müller-Einigen.

## Geschichte
Nach Der Ring des Polykrates ist Violanta die zweite Oper von Erich Wolfgang Korngold, die er im Alter von siebzehn Jahren komponiert hat. Weil das Werk zu kurz war, um allein aufgeführt zu werden, fand die Uraufführung erst am 28. März 1916 als erster Teil des Abends vor dem Ring des Polykrates unter der Leitung von Bruno Walter im Hoftheater München statt.

## Orchesterbesetzung
4 Fl. (4. auch Picc), 2 Ob., E.H., 3 Klar., B.Klar., 2 Fg., K.Fg., 4 Hr., 3 Trp., 3 Pos., B.Th., Pkn., Schl. (3. Spieler: Glsp., Xyl., kl.Tr., Tr., gr.Tr., Bek., Tamburin, Tamtam, tiefe Glocke), Mand., Kl., Cel. 2 Hrf., Streicher
Bühnenmusik
2 Tr., 2 Pos., Tamburin

## Besetzung der Uraufführung
| Rolle                                         | Stimmlage   | Premierenbesetzung 28. März 1916 (Dirigent: Bruno Walter) |
| --------------------------------------------- | ----------- | --------------------------------------------------------- |
| Simone Trovai, Hauptmann der Republik Venedig | Bariton     | Friedrich Brodersen                                       |
| Violanta, seine Gattin                        | Sopran      | Emmy Krüger                                               |
| Alfonso, Sohn des Königs von Neapel           | Tenor       | Franz Gruber                                              |
| Giovanni Bracca, Maler                        | Tenor       | Alfred Bauberger                                          |
| Bice, Violantas Kammerzofe                    | Sopran      | Irene von Fladung                                         |
| Barbara, Violantas Amme                       | Alt         | Luise Willer                                              |
| Matteo                                        | Tenor       | Paul Kuhn                                                 |
| Erster Soldat                                 | Tenor       | Fritz Birrenkoven                                         |
| Zweiter Soldat                                | Bariton     |                                                           |
| Erste Magd                                    | Sopran      |                                                           |
| Zweite Magd                                   | Mezzosopran |                                                           |

## Inhalt
Die Handlung spielt im 15. Jahrhundert im Haus von Simone Trovai, dem Hauptmann der Republik Venedig, wo durch die weit geöffneten Fenster Karnevalstreiben dringt. Lampions und Fackeln huschen vorbei und man hört ein Karnevalslied der vorüberziehenden Schiffer. An diesem Trubel erfreuen sich die Bediensteten, Mägde, Soldaten und Bice im Kostüm der Colombina, nur Barbara und Matteo beschäftigen andere Gedanken: Sie vermisst Violanta und er muss sich von den Soldaten wegen seiner Liebe zu Violanta verspotten lassen.
Der Hauptmann Simone schickt die Soldaten auf ihre Posten und die Frauen auf die Suche nach Violanta und gebietet so der ausgelassenen Fröhlichkeit Einhalt. Die frech-fröhliche Zeit ekelt ihn und es gelingt Giovanni nur, ihn zum Mitkommen zu bewegen, indem er ihm erzählt, auf dem Karneval sei auch Don Alfonso, den Violanta hasst, weil er ihre Schwester Nerina in den Selbstmord getrieben hat, nachdem er sie verführt hatte. Simone wird jedoch durch das Erscheinen von Violanta aufgehalten, die vom Fest zurückkehrt. Sie hat noch Konfetti im Haar und berichtet, sie habe Alfonso entdeckt und ihn mit einem Lied von der Menge fortgelockt. Er käme nun bald zu ihr, ohne zu ahnen, dass sie die Schwester von Nerina ist. Violanta, die ihre Schwester rächen möchte, verlangt von Simone, er solle Alfonso töten.
Als Zeichen, bei dem Simone aus seinem Versteck treten und Alfonso niederschlagen soll, wird das Lied verabredet, mit dem Violanta Alfonso zuvor fortgelockt hatte. Violanta bereitet sich erschüttert darauf vor, Alfonso gegenüberzutreten. Mit einem Märchen, das sie Violanta in deren Kindheit erzählt hat, versucht Barbara, diese zu beruhigen.
Inzwischen leuchtet voller Mondschein über der Lagune als durch die Stille der Ruderschlag des Bootes hörbar wird, in dem sich Alfonso nähert. Er und Violanta treten einander gebannt gegenüber und Violanta nötigt ihn, den Mantel und die Waffen abzulegen. Als er das Lied zu singen beginnt, gebietet sie ihm zu schweigen, gibt sich als Nerinas Schwester zu erkennen und prophezeit Alfonso dessen baldigen Tod. Gegen den Tod begehrt Alfonso nicht auf, wohl aber gegen die Erniedrigung und Verachtung, die er durch Violanta erfahren muss. Aller Hass verkehrt sich in Violanta dadurch zu Leidenschaft.
Als Alfonso Violanta auffordert, das Lied zu singen, ist sie dazu nicht fähig, gesteht ihm ihre Liebe und beide sinken einander in die Arme. Da erklingt Simones Ruf, den Violanta auf Alfonsos Weisung mit dem ekstatisch gesungenen Lied beantwortet. Sie will Alfonsos Ermordung verhindern und gesteht dem eintretenden Simone ihre Liebe zu Alfonso, was Simones Zorn nur steigert, sodass er sogleich mit dem Dolch auf Alfonso losstürzt. Aber Violanta, die sich schützend zwischen Simone und Alfonso geworfen hatte, wird von dem Dolchstoß tödlich getroffen.
Draußen nimmt das bunte Karnevalstreiben seinen Lauf und Giovanni stürzt mit einigen Masken in den Saal. Mit verstummendem Lachen sehen alle die sterbende Violanta.